# Karl Müller (Widerstandskämpfer, 1893)
Karl Müller (* 7. April 1893 in Gerresheim; † 18. Oktober 1949 in Düsseldorf) war ein deutscher promovierter Rechtsanwalt und Widerstandskämpfer gegen das NS-Regime.

## Leben
Müller war der Sohn des Gerichtsvollziehers Theodor Müller und dessen Frau Anna, geborene Winkelius. Er wurde streng katholisch erzogen. In Düsseldorf besuchte er die Volksschule, anschließend ein Progymnasium in Eupen und wechselte zum Gymnasium Petrinum in Dorsten.  In Bocholt legte er 1914 die Reifeprüfung ab. Ab 1914 nahm er als Soldat am Ersten Weltkrieg teil. Das Jura-Studium nahm er 1916 an der Rheinischen Friedrich-Wilhelms-Universität Bonn auf, setzte es 1917 an der Westfälischen Wilhelms-Universität in Münster fort und studierte ab 1920 an der Ernst-Moritz-Arndt-Universität Greifswald. Dort wurde er im März 1921 mit der Dissertation Nationale und internationale Amtssprache promoviert.
Von Düsseldorf, wo er nach Stationen in Köln und Saarbrücken gelebt hatte, wanderte er mit seiner Frau Charlotte 1932 nach Frankreich aus. Nach der Scheidung 1935 kehrte er nach Düsseldorf zurück und ließ sich als Rechtsanwalt nieder. Müller pflegte Kontakte zu Gegnern des Nationalsozialismus, darunter dem Rechtsanwalt Karl August Wiedenhofen. Als Düsseldorf gegen Ende des Zweiten Weltkriegs ab März 1945 von alliierten Truppen belagert wurde, gab der NSDAP-Gauleiter Friedrich Karl Florian am 28. März 1945 den Befehl, die Stadt zu räumen und zu zerstören. Im April 1945 beteiligte  Müller sich an einer Aktion Düsseldorfer Bürger, der Aktion Rheinland, um die Stadt kampflos an die vorrückenden amerikanischen Streitkräfte zu übergeben.
Nach Ende des Zweiten Weltkriegs war Müller in Düsseldorf wieder als Rechtsanwalt tätig. 1948 heiratete er Elisabeth Regine Krüll. Er starb 1949 im Alter von 56 Jahren.

## Ehrungen
Müller hat ein Ehrengrab auf dem Nordfriedhof in Düsseldorf. Die Karl-Müller-Straße in Düsseldorf-Düsseltal wurde nach ihm benannt.